# Claspettomyia ussuriensis
Claspettomyia ussuriensis är en tvåvingeart som beskrevs av Boris Mamaev 1998. Claspettomyia ussuriensis ingår i släktet Claspettomyia och familjen gallmyggor. Inga underarter finns listade i Catalogue of Life.